# Wallerbach (Wallersee)
Der Wallerbach ist ein Bach im nördlichen Flachgau im Land Salzburg. Er zählt zu den größeren Zuflüssen des Wallersees.

## Geographie

### Verlauf
Der Wallerbach entsteht im Stadtteil Untermarkt (Gemeinde Neumarkt) aus dem Zusammenfluss aus dem von Osten kommenden Steinbach und dem von Süden kommenden Statzenbach. Er fließt anfangs im Stadtgemeindegebiet von Neumarkt am Wallersee und wendet sich dabei in östliche bis südöstliche Richtung zu. Anschließend passiert er die Ortschaften Wallbach und Maierhof (Gemeinde Neumarkt) bevor der Bach in das Gemeindegebiet von Köstendorf eintritt. Der Wallerbach wendet sich nun immer mehr Richtung Süden zu, bis er schließlich ins Wenger Moor eintritt. Hier nimmt er sowohl von links als auch von rechts mehrere kleine Moorgräben auf. Östlich des Weilers Wierer (Gemeinde Neumarkt) wendet sich der Wallerbach schließlich gänzlich der südlichen Fließrichtung zu und mündet im Wenger Moor in den Wallersee. Gemeinsam mit Eisbach, Schönbach und Grabenbach zählt er zu den wesentlicheren Zubringern des Wallersees.

### Einzugsgebiet
Südlich seiner Quelle entspringt ein kleiner Graben, der ebenfalls in den Wallersee mündet. Östlich fließen der Eisbach und dessen Nebenflüsse Tiefsteinbach und Tobelbach, welche auch zum Einzugsgebiet des Wallersees zählen.

## Geschichte
Bis ins 19. Jahrhundert mäanderte der Wallerbach im Wenger Moor stark und wies einen natürlichen Lauf auf. Dort wo sich heute der Sportplatz und die Kläranlage des Reinhalteverbands Wallersee-Nord befinden, wiesen sich früher Flussschleifen auf.
Auf älteren Karten wird der Steinbach, der den längeren, als auch wasserreicheren Quellfluss bildet, bereits als Wallerbach bezeichnet und kann somit als Oberlauf des Wallerbachs angesehen werden.